# Metro van Taipei

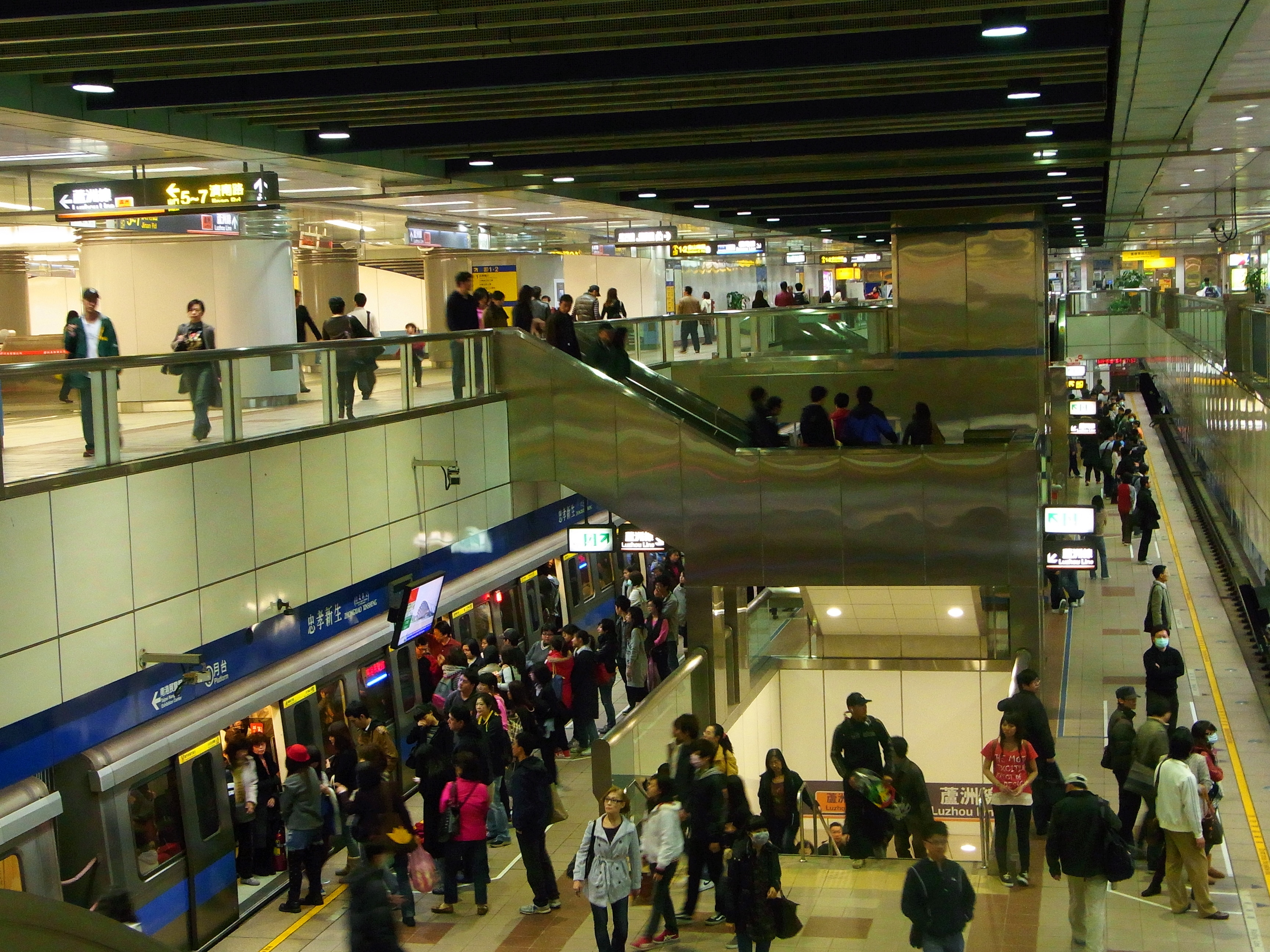
Station van de Nanganglijn

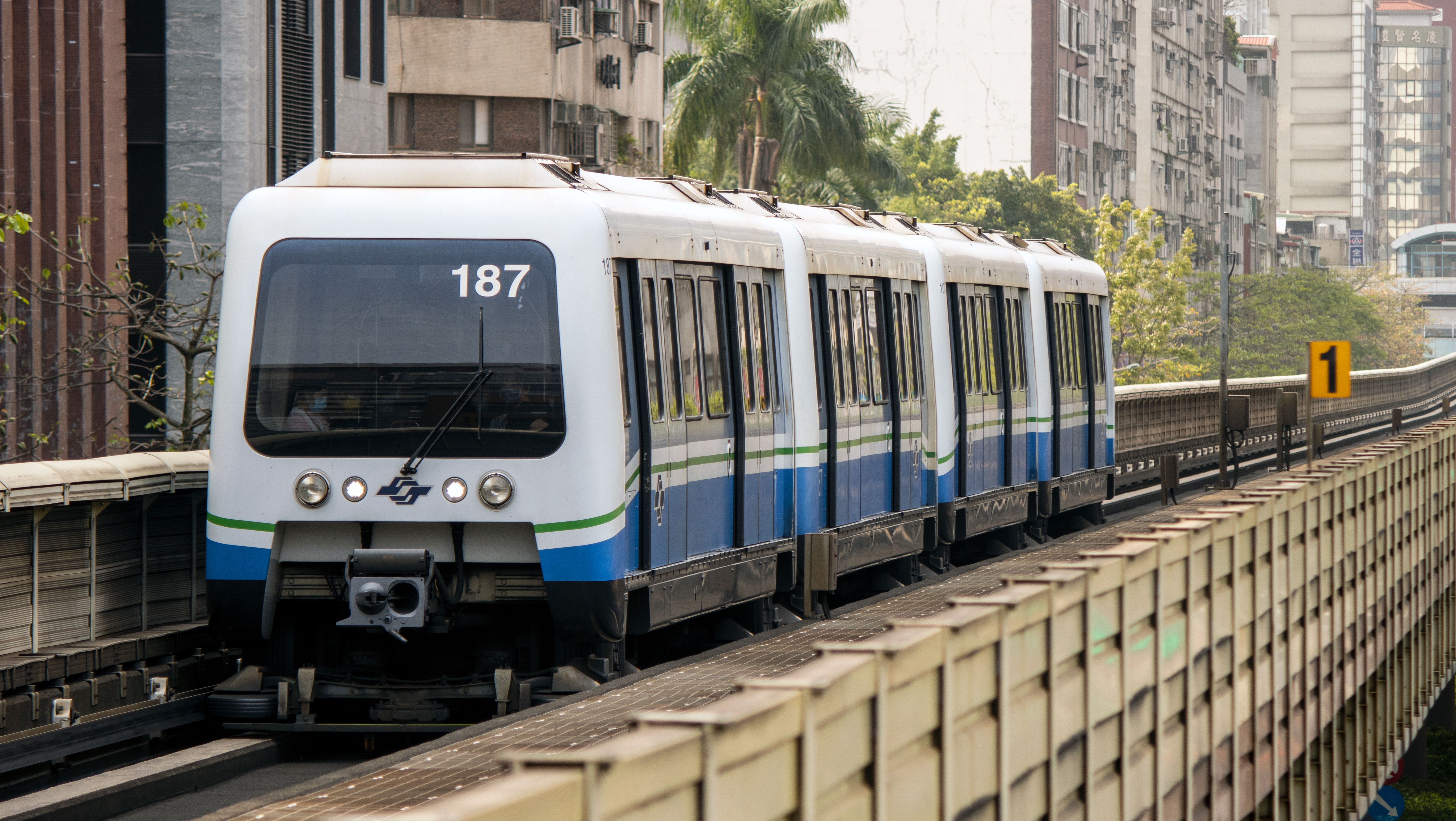
Bandenmetro op de bruine lijn.

Metro Taipei (Chinees: 台北捷運, Hanyu pinyin: Táiběi Jiéyùn) of formeel Taipei Mass Rapid Transit (MRT) (Chinees: 台北大眾捷運系統, Hanyu pinyin: Táiběi Dàzhòng Jiéyùn Xìtǒng) is het openbare metronetwerk van Taipei, hoofdstad van Taiwan.

## Geschiedenis
Nadat in 1986 de plannen werden goedgekeurd werd op 15 december 1988 het eerste gat gegraven voor de aanleg van een metronetwerk onder Taipei. In 1996 wordt het eerste traject van 10,5 kilometer in gebruik genomen als Muzha of bruine lijn. De treinen zijn volautomatisch en hebben geen bestuurder nodig. Deze lijn is niet ontworpen om heel grote groepen te vervoeren en wordt daarom aangeduid als gemiddelde capaciteit lijn en ken worden gecategoriseerd als lichte metro.
Een jaar later opent de eerste grote capaciteit lijn, de rode of Danshui lijn. Oorspronkelijk 21,2 km lang, maar een al half jaar later 0,7 km verlengd tot Taipei Centraal Station. Eind 1999 opende het eerste stuk van de oost-westverbinding en verbond daarmee de twee bestaande noord-zuidlijnen. Door latere verlenging aan beide uiteinden ontstaat de blauwe lijn.
Op 16 september 2001 doet orkaan Nan het hele ondergrondse deel van Taipei Metro onderwater lopen en duurde het drie maanden voordat het gehele netwerk volledig operationeel was. In 2006 en 2007 openden verdere uitbreidingen waarmee het hele systeem dan acht lijnen telt, 74,4 kilometer lang is en 69 stations heeft. Toekomstige groei is in voorbereiding.

## Netwerk
Het netwerk van de metro van Taipei is verdeeld in 8 lijnen, elk aangeduid met een naam en verdeeld in 5 kleuren. De lijnen kruisen elkaar op verschillende punten. Op zeven stations kan overgestapt worden van de ene naar de andere lijn. Op Taipei Centraal kan ook worden overgestapt op de gewone trein. De lijnen zijn:

Kaart van Metro Taipei

| Kleur             | Kleur  | Naam            | Openingsjaar                 | Beginpunt                 | Eindpunt                             | Stations | Lengte (km) | Opslagplaats           |
| ----------------- | ------ | --------------- | ---------------------------- | ------------------------- | ------------------------------------ | -------- | ----------- | ---------------------- |
|                   | Bruin  | Neihu           | 2009                         | Nangang Exhibition Centre | Zhongshan Junior High School         | 12       | 14,8        | Neihu                  |
| Muzha             | Bruin  | 1996            | Zhongshan Junior High School | Taipei Zoo                | 12                                   | 10,9     | Muzha       |                        |
|                   | Rood   | Danshui         | 1998                         | Danshui                   | CKS Memorial Hall                    | 20       | 22,8        | Beitou                 |
| Xinbeitou Branch  | Rood   | 1997            | Xinbeitou                    | Beitou                    | 1                                    | 1,2      |             | Beitou                 |
| Xinyi             | Rood   | 2012            | CKS Memorial Hall            | Elephant Mountain         | 7                                    | 6,4      |             | Beitou                 |
| Xinyi             | Rood   | 2017            | Elephant Mountain            | Zhongpo                   | 2                                    | 1,5      |             | Beitou                 |
|                   | Oranje | Xinzhuang       | 2013                         | Huilong                   | Daqiao Elementary School             | 9        | 19,7        | Xinzhuang              |
| 2010              | Oranje | Xinzhuang       | Daqiao Elementary School     | Zhongxiao Xinsheng        | 6                                    |          | 19,7        | Xinzhuang              |
| 2011              | Oranje | Xinzhuang       | Zhongxiao Xinsheng           | Guting                    | 2                                    |          | 19,7        | Xinzhuang              |
| Luzhou            | Oranje | 2010            | Luzhou                       | Daqiao Elementary School  | 5                                    | 6,4      | Luzhou      |                        |
| Zhonghe           | Oranje | 1998            | Guting                       | Nanshijiao                | 4                                    | 5,4      | Zhonghe     |                        |
|                   | Groen  | Songshan        | 2013                         | Songshan                  | Ximen                                | 8        | 8,5         | Xindian                |
| Xiaonanmen Branch | Groen  | 2000            | Ximen                        | CKS Memorial Hall         | 1                                    | 1,6      |             | Xindian                |
| Xindian           | Groen  | 1999            | CKS Memorial Hall            | Xindian                   | 11                                   | 10,3     |             | Xindian                |
| Xiaobitan Branch  | Groen  | 2004            | Qizhang                      | Xiaobitan                 | 1                                    | 1,9      |             | Xindian                |
|                   | Blauw  | Nangang         | 2010                         | Nangang Exhibition Center | Nangang                              | 1        | 1,0         | Nangang                |
| 2008              | Blauw  | Nangang         | Nangang                      | Kunyang                   | 1                                    | 1,5      |             | Nangang                |
| Nangang / Banqiao | Blauw  | 1999            | Kunyang                      | Ximen                     | 11                                   | 11,1     |             | Nangang                |
| Nangang / Banqiao | Blauw  | 1999            | Ximen                        | Xinpu                     | 3                                    | 7,2      |             | Nangang                |
| Tucheng           | Blauw  | 2005            | Xinpu                        | Yongning                  | 6                                    | 5,5      | Tucheng     |                        |
| Tucheng           | Blauw  | 2013            | Yongning                     | Dingpu                    | 2                                    |          | Tucheng     |                        |
|                   | Geel   | Circular 1      | 2015                         | Dapinglin                 | Wugu Industrial Park                 | 14       | 15,4        | Noord-Depot Zuid-Depot |
| Circular 2        | Geel   | 2021            | Taipei Zoo                   | Neihu                     | 17                                   | 19,4     |             | Noord-Depot Zuid-Depot |
|                   | Paars  | Airport Express | 2014                         | Sanchong                  | Taiwan Taoyuan International Airport | 22       | 35,7        | Luzhu                  |

## Stations

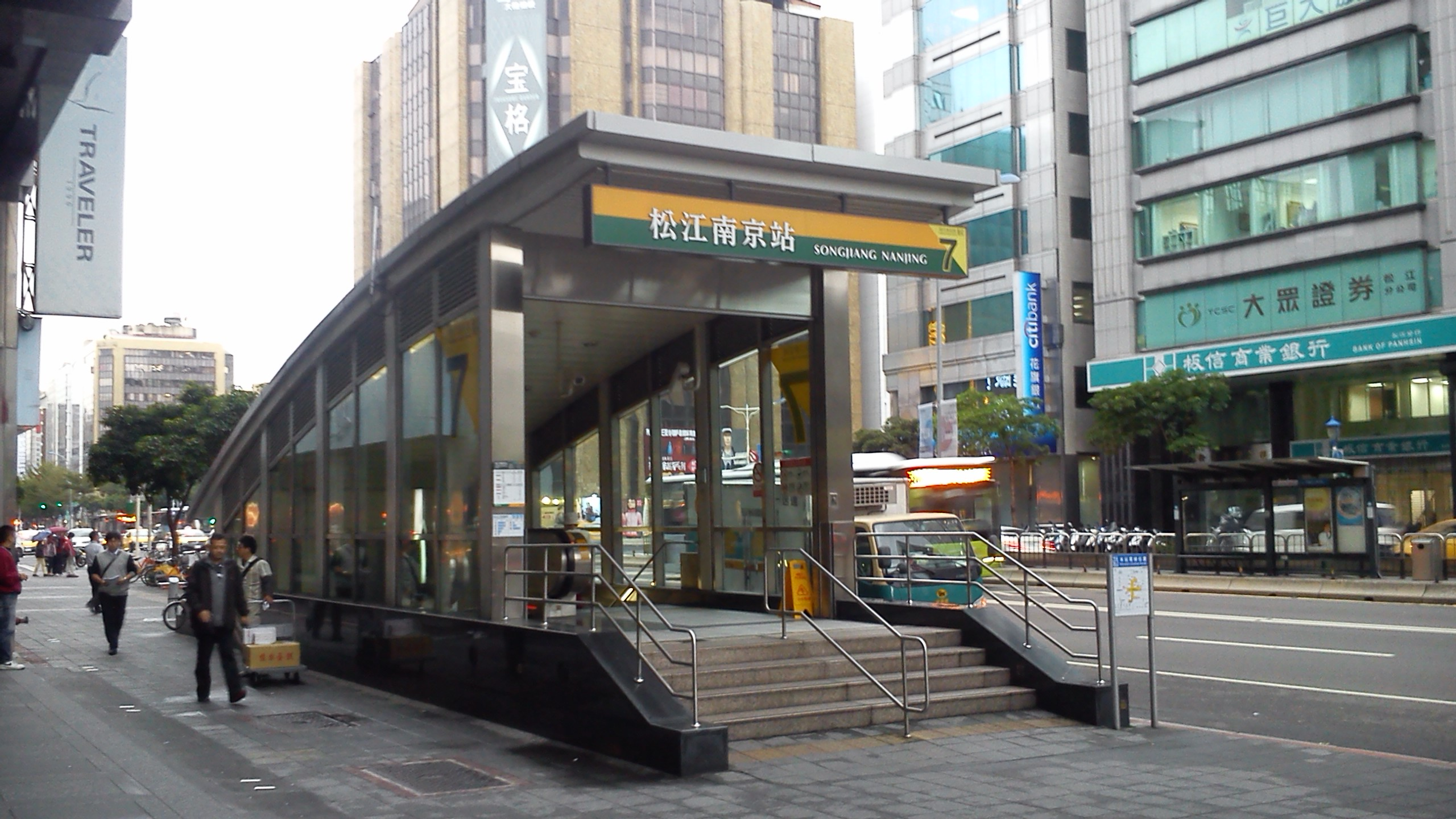
Metro-ingang.

Alle stations, zowel boven- als ondergronds, zijn toegankelijk voor rolstoelgebruikers. Ook de vloerhoogte van de treinen is gelijk aan perronniveau om rolstoelgebruik te vereenvoudigen. Op de drukste stations in het centrum van de stad wordt met gekleurde lijnen aangegeven waar passagiers dienen te wachten en welke stukken vrijgehouden moeten blijven voor uitstappende reizigers. Deze markering houdt het perron direct voor de opschuivende deuren vrij en optimaliseert zo het uit- en instappen tijdens de spits. Veruit de meeste stationsingangen zijn verhoogd aangelegd, zodat bij het naar binnengaan eerst een paar treden moeten worden beklommen om daarna de (rol)trap weer naar beneden te nemen. Ook bij liften zijn korte helingbanen aangelegd. Dit is gedaan om de kans op overstromingen in de metrotunnels te verkleinen.